# 玛努·巴克尔
玛努·巴克尔（Manu Bhaker，2002年2月18日—），印度女子射击运动员，2022年世界射击锦标赛女子25米手枪团体银牌得主、2023年世界射击锦标赛女子25米手枪团体金牌得主。